# Thevenetimyia halli
Thevenetimyia halli är en tvåvingeart som först beskrevs av Hull 1965.  Thevenetimyia halli ingår i släktet Thevenetimyia och familjen svävflugor.
Artens utbredningsområde är Morelos (Mexiko). Inga underarter finns listade i Catalogue of Life.